# 小学館スペシャル
小学館スペシャル（しょうがくかんスペシャル）とは、小学館が発行する、幼児・小学生・中学生の子供（児童）を対象とした、増刊として刊行されている雑誌に付けられる誌名である。

## 概要
2024年現在、以下の雑誌に付けられている。
- 小学8年生 - 『小学二年生』～『小学六年生』に置き換わる全学年対応の学習雑誌。
- ポケモンファン - 『ポケットモンスター』の専門誌。コロコロイチバン!増刊扱い。
- ドラえもん総集編 - 『ドラえもん』の漫画50本を収録。増刊扱い。

※この他にも単発の雑誌に付けられる場合がある。
かつて『小学館スペシャル』が付けられていた雑誌
- ぴょんぴょん[1] - 主に小学生の女児を対象とした少女漫画雑誌。1988年から1992年まで発行。
- ピカQパズルランド[2] - 1995年から2003年までにかけて年1〜2回のペースで発行。
- キャラピー[3][4] - 2004年に創刊したキャラクター雑誌。第2号まで発行。
- ぷっちぐみ - 主に幼児から小学校低学年の女児を対象とした幼年漫画雑誌。増刊時代（2006年7月発売分の創刊号 - 2008年10月発売分の第11号まで）に付けられていた。
- SAKURA（サクラ）[5] - 主に20代後半〜40代の子供がいる女性を対象としたファッション雑誌。第11号までに付けられていた。
- DiaDaisy（ディアデイジー） - 主に小学校高学年から中学生に当たるローティーンの女児を対象としたファッション雑誌。第3号まで発行。